# Amanda Spratt
Amanda Spratt (nascida em 17 de setembro de 1987) é uma ciclista de estrada australiana. Foi uma das atletas que representou a Austrália nos Jogos Olímpicos de 2012, em Londres.